# Адолф I фон Графшафт
Адолф I фон Графшафт (на немски: Adolf I von Graftschaft; † 1284) от род Графшафт е господар на Норденау, днес част от град Шмаленберг в Северен Рейн-Вестфалия. От ок. 1245 г. той е фогт на манастир Графшафт между Херцогство Вестфалия и Графство Витгенщайн.
Той е син на Хайнрих I фон Графшафт, господар на Норденау († сл. 1237) и съпругата му фон Витгенщайн, дъщеря на граф Вернер I фон Батенберг-Витгенщайн († 1215) и съпругата му фон Шваленберг († сл. 1216), дъщеря на граф Фолквин II фон Шваленберг († 1177/1178) и Луитгард фон Райхенбах и Цигенхайн († сл. 1146), наследничка на Валдек. Внук е на Ремболд фон Хахен, фогт на Графшафт († сл. 1202) и дъщерята на Валтер II фон Хаймбах († пр. 1172).
Брат е на Вернер фон Графшафт († 1290), каноник в Св. Гереон в Кьолн, Конрад фон Графшафт († 1290), Берта фон Графшафт († 30 януари 1269), абатиса в Есен, София II фон Графшафт († 1262), абатиса в Есен (1253), и на Беатрикс фон Графшафт († 8 октомври 1303), абатиса на Фрекенхорст (1268), канонеса в Мешеде (1268 – 1298).
Родът му е значим и влиятелен, но няма правата на граф, зависим е от графовете на Вестфалия. Резиденцията е замък Норденау.
Заедно с графовете фон Витгенщайн-Берлебург е съосновател на град Берлебург. Той е в конфликт с Вестфалия и участва в множество битки на архиепископите на Кьолн.

## Фамилия
Адолф I фон Графшафт се жени за Елизабет фон Грайфенщайн († 1290), дъщеря на фогт Рорих фон Хахенбург († сл. 24 февруари 1237), и Гуда фон Грайфенщайн († сл. 8 септември 1270). Те имат децата:
- Видекинд I фон Графшафт († 11 ноември 1322), господар на Норденау, женен сл. 13 май 1303 г. за Алайз фон Вилденбург († сл. 16 май 1341)
- Крафто I фон Графшафт († 26 април 1331), господар на Норденау, женен за Агнес фон Билщайн († сл. 1346)
- Адолф († 1299), приор в Белеке 1273, монах в Графшафт 1284 г.
- Хайнрих II († сл. 1299)
- Конрад († сл. 1318), монах в Графшафт, приор в Берих (1298 – 1318)
- София († пр. 25 декември 1339), канонеса в Есен 1284, дяконка в Релингхаузен 1300
- Юта († сл. 24 март 1327), канонеса в Есен (1284 – 1327)